# Еббі Штайнер
Еббі Штайнер (24 листопада 1999 , Дублін, Огайо ) — американська легкоатлетка, що спеціалізується на бігу на короткі дистанції, чемпіонка світу.

## Кар'єра
| Рік             | Змагання        | Місце проведення | Місце           | Дисципліна            | Результат       | Примітки        |
| Представник США | Представник США | Представник США  | Представник США | Представник США       | Представник США | Представник США |
| --------------- | --------------- | ---------------- | --------------- | --------------------- | --------------- | --------------- |
| 2022            | Чемпіонат світу | Юджин, США       | 5               | біг на 200 метрів     | 22.26           |                 |
| 2022            | Чемпіонат світу | Юджин, США       | 1               | естафета 4×100 метрів | 41.14           | WL              |